# Stirling County Rugby Football Club
Maillots
Dernière mise à jour : 26 février 2013.

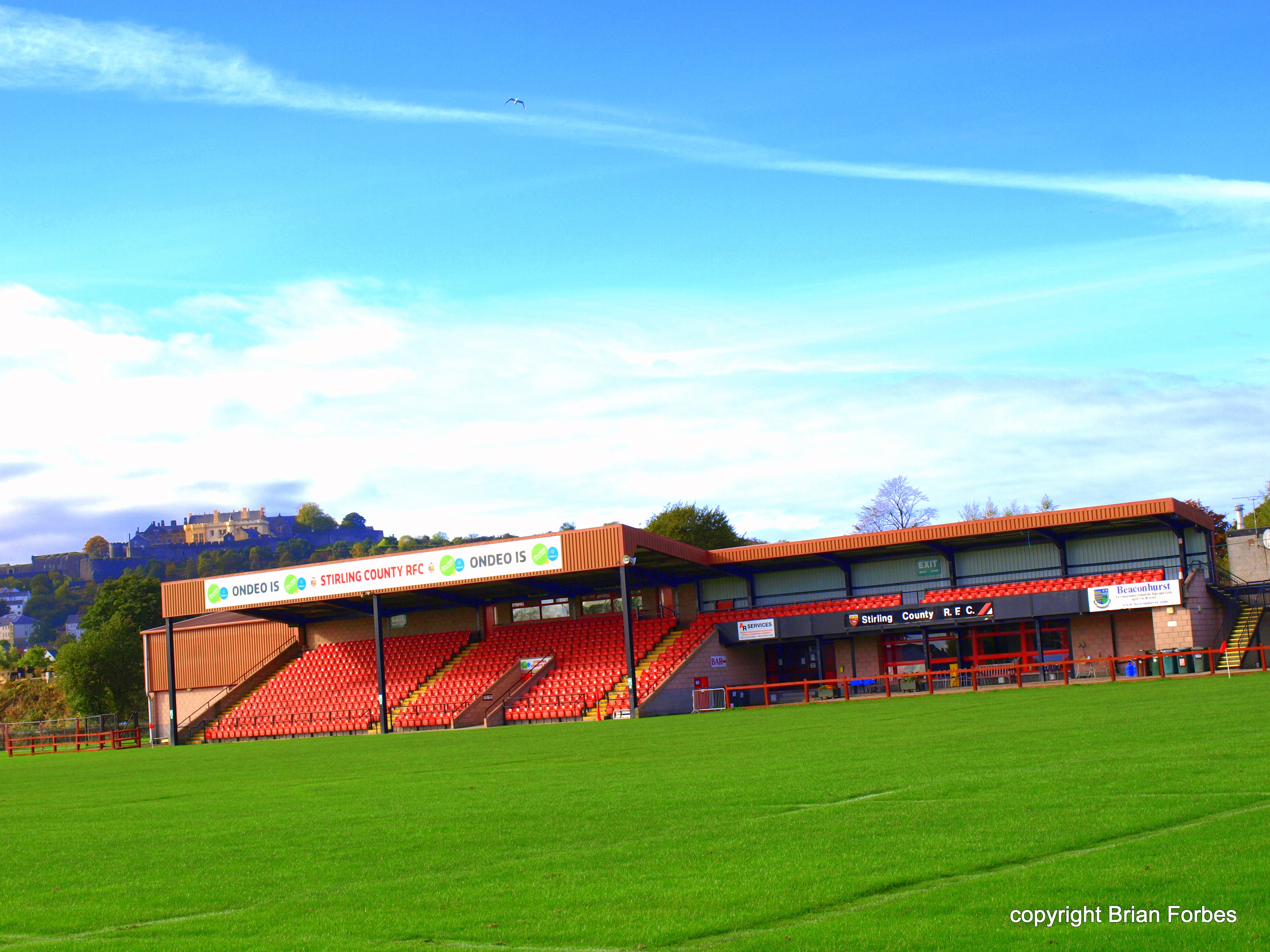
Le stade de Stirling.

Stirling County RFC  est un club écossais de rugby à XV situé à Stirling, qui évolue dans le Scottish Premiership Division 1 lors de la saison 2007-08.

## Histoire
Stirling County RFC est fondé en 1880 sous le nom de Stirling High School FP, par d’anciens élèves du lycée de Stirling, mais n'est affilié la fédération écossaise qu'en 1904. En 1925, Stirling FR fusionne avec le Bridge of Allan Rugby Club sous le nom de Stirling County RFC. Longtemps cantonné à un rôle mineur, le club se distingue en devenant le premier club écossais à s’extraire de la plus basse division du championnat (la septième) pour arriver à remporter le titre de première division en 1995. Néanmoins, le club a du mal à survivre au plus haut niveau et fait régulièrement l’ascenseur entre la première et la deuxième division. Au terme de la saison 2006-07, le club remporte d’ailleurs le titre de D2 et se retrouve promu en Premiership division 1 pour la saison 2007-2008. Il est en revanche célèbre pour son école de rugby. Seuls deux des trente joueurs de l'effectif champion de D2 en 2007 n'y ont pas été formés.

## Palmarès
- Champion d’Écosse en 1995
- Vainqueur de la deuxième division en 2007

## Joueurs célèbres
Le club a fourni plusieurs joueurs à l’Équipe d’Écosse dont :
- George Graham
- Allister Hogg
- Alastair Kellock
- Kenny Logan
- James McLaren